# 羅爾夫岩
羅爾夫岩（英語：Rolf Rock），是南極洲的岩石，位於南喬治亞群島，處於蒂茹卡角東南面2.8公里的獵狗灣，由英國南極名稱諮詢委員會命名，由英國海外領土管轄。